# Tersilochus conotracheli
Tersilochus conotracheli är en stekelart som först beskrevs av Riley 1871.  Tersilochus conotracheli ingår i släktet Tersilochus och familjen brokparasitsteklar. Inga underarter finns listade i Catalogue of Life.